# Las Vegas (Honduras)
Las Vegas es un municipio del departamento de Santa Bárbara en la República de Honduras.

## Límites
| Orientación | Límite                                         |
| ----------- | ---------------------------------------------- |
| Norte       | Municipio de Santa Bárbara, Santa Bárbara      |
| Norte       | Municipio de Santa Cruz de Yojoa, Cortés       |
| Sur         | Municipio de San Pedro Zacapa, Santa Bárbara   |
| Este        | Lago de Yojoa                                  |
| Oeste       | Municipio de Santa Bárbara, Santa Bárbara      |
| Oeste       | Municipio de Concepción del Sur. Santa Bárbara |

Este territorio es una pequeña planicie rodeada de montañas. Se encuentra a unos cuantos kilómetros del Lago de Yojoa y a 1 hora de la ciudad de San Pedro Sula.

## Clima
Su clima es agradable, poco caluroso en el verano, entre 28 °C y 33 °C, y frío en invierno, entre 27 °C y 6 °C.

## Historia
En 1987 (8 de septiembre), Las Vegas fue ascendido como municipio.
En 1988, fue declarada ciudad.

## Economía
La actividad principal de la población es la agricultura (café, granos básicos), la ganadería y el comercio en general, una fuente de trabajo es la Mina de El Mochito que se encuentra a 1 km del poblado.
Cabe destacar que la única fuente de trabajo de este municipio es la minería, que por décadas lleva explotando el subsuelo de esta región. Actualmente la minera está queriendo excavar por la Aldea de El Palmar, puesto que por esta zona se encuentra gran cantidad de minerales que no han podido extraer debido a las venas del Lago de Yojoa, sin embargo esto implica adentrarse por alguna zona subterránea, existiendo peligro de inundar gran parte de la mina.

## Turismo
El municipio cuenta con todos los servicios de hostelería, restaurantes, Café Internet, Tiendas comerciales.
Para las actividades deportivas, el municipio cuenta con canchas para baloncesto, fútbol, área de recreación para niños pequeños, un bonito parque central. Además existe un balneario para disfrutar en familia.

## División Política
Aldeas: 7 (2013)
Caseríos: 84 (2013)
| Código | Aldea                     |
| ------ | ------------------------- |
| 162701 | Las Vegas                 |
| 162702 | El Carreto                |
| 162703 | El Mochito o Mocho Arriba |
| 162704 | El Sauce                  |
| 162705 | Flores de Bijao           |
| 162706 | La Unión Suyapa           |
| 162707 | San José de los Andes     |
|        | El Cedral                 |
|        | El Planon                 |

## Deportes
La ciudad cuenta con un Club de Fútbol en la Liga de Ascenso llamado Pumas F.C.